# Amber Bradley
Amber Bradley (ur. 19 maja 1980 w Wickham) – australijska wioślarka.

## Osiągnięcia
- Mistrzostwa Świata Juniorów – Hazewinkel 1997 – jedynka – 1. miejsce[1].
- Mistrzostwa Świata – St. Catharines 1999 – czwórka podwójna – 11. miejsce[1].
- Mistrzostwa Świata – Lucerna 2001 – czwórka podwójna – 4. miejsce[1].
- Mistrzostwa Świata – Sewilla 2002 – czwórka podwójna – 4. miejsce[1].
- Mistrzostwa Świata – Mediolan 2003 – czwórka podwójna – 1. miejsce[1].
- Igrzyska Olimpijskie – Ateny 2004 – czwórka podwójna – 3. miejsce[1].
- Mistrzostwa Świata – Gifu 2005 – dwójka podwójna – 3. miejsce[1].
- Mistrzostwa Świata – Eton 2006 – czwórka bez sternika – 1. miejsce[1].
- Mistrzostwa Świata – Eton 2006 – ósemka – 3. miejsce[1].
- Mistrzostwa Świata – Monachium 2007 – dwójka podwójna – 9. miejsce[1].
- Igrzyska Olimpijskie – Pekin 2008 – czwórka podwójna – 6. miejsce[1].